# امبورامپاتسی
امبورامپاتسی (به لاتین: Amborompotsy) یک سکونتگاه مسکونی در ماداگاسکار است که در آمورونئی مانیا واقع شده‌است.

## خصوصیات
امبورامپاتسی ۱۰٬۰۰۰ نفر جمعیت دارد و ۱٬۰۸۰ متر بالاتر از سطح دریا واقع شده‌است.